# Irene Mecchi
Irene Mecchi (* 21. September 1949 in San Francisco, Kalifornien) ist eine US-amerikanische Schriftstellerin und Drehbuchautorin.

## Leben
Irene Mecchis erstes Drehbuch schrieb sie für den 1993 von Disney produzierten Film Recycle Rex. Mit dem von ihr und Roger Allers geschriebenen Musical Der König der Löwen gewannen sie 1998 den Tony Award für das beste Musical.

## Filmografie (Auswahl)
- 1980–1981: Solid Gold (Fernsehserie, 5 Episoden)
- 1981: Lily: Sold Out
- 1986: Der Hogan-Clan (Fernsehserie, Folge 2x07 Krokodilstränen)
- 1987: Women in Prison (Fernsehserie, Folge 1x04 Nell’s Bells)
- 1987: The Popcorn Kid (Fernsehserie, 5 Episoden)
- 1987–1988: My Sister Sam (Fernsehserie, 2 Episoden)
- 1993: Recycle Rex
- 1994: Der König der Löwen
- 1995: The Lion King Activity Center
- 1996: Der Glöckner von Notre Dame
- 1997: Hercules
- 1998: Der König der Löwen 2 – Simbas Königreich
- 1999: The Wonderful World of Disney (Fernsehserie, Folge 3x05 Annie – Weihnachten einer Waise)
- 1999: Fantasia 2000
- 2002: Der Glöckner von Notre Dame 2
- 2002: Blue’s Clues: Meet Joe!
- 2004: Der König der Löwen 3 – Hakuna Matata
- 2012: Merida – Legende der Highlands
- 2012: Yo Gabba Gabba! (Fernsehserie, Folge 4x06 Olympics)
- 2014: The Prophet
- 2014: Peter Pan Live!
- 2015: Strange Magic
- 2018: A Star Is Born